# Bombardier Flexity Wien
Bombardier Flexity Wien – typ niskopodłogowego wagonu tramwajowego z rodziny Flexity, wytwarzanego w zakładach Bombardier Transportation. Konstrukcyjnie wywodzi się od tramwaju Adtranz Incentro.

## Opis ogólny
Jesienią 2013 r. wiedeński przewoźnik Wiener Linien rozpisał przetarg na dostawę nowej generacji tramwajów. Pod koniec 2014 r. ogłoszono, że zamówionych zostanie 119 egzemplarzy tramwaju Bombardier Flexity. Dostawy powinny zostać rozpoczęte w 2018 r. i zakończone do 2026 r. Zamówienie o wartości 562 milionów euro obejmuje również umowę serwisową i opcję dostawy dodatkowych 37 egzemplarzy. Podpisanie umowy poprzedziła skarga na wynik przetargu złożona przez firmę Siemens przed sądem w Wiedniu. Przewoźnik Wiener Linien oznaczył tramwaje Baureihe Flexity Wien według własnego schematu literą „D”.

## Konstrukcja
Konstrukcja tramwajów Flexity Wien opiera się na tramwajach typu Adtranz Incentro. Są to jednokierunkowe, przegubowe, niskopodłogowe, silnikowe wagony tramwajowe. Nadwozie oparte jest na trzech dwuosiowych wózkach, przy czym każdą oś napędza jeden silnik. Do wnętrza tramwaju prowadzi sześcioro dwuczęściowych drzwi odskokowych.

## Eksploatacja
Pierwsze tramwaje Flexity Wien dostarczono do Wiednia pod koniec 2017 r., natomiast pierwszy tramwaj, stacjonujący w zajezdni Favoriten, kursował od grudnia 2018 r. do sierpnia 2019 r. na linii nr 67. Od września 2019 r. na linii nr 6 kursowało pięć egzemplarzy. Według pierwotnego planu, do końca 2019 r. w eksploatacji miało znajdować się już 16 tramwajów, lecz w wyniku opóźnienia dostarczono tylko siedem, a sześć pozostawało w ruchu.
1 marca 2020 r. wszystkie tramwaje Flexity Wien zostały odstawione. Jako powód przewoźnik Wiener Linien podał „nieprawidłowości w działaniu napędu”. Po usunięciu usterek przez Bombardier po 6 dniach od ostawienia do ruchu powróciły 3 z 7 dostarczonych do tego czasu tramwajów.

## Testy w Grazu

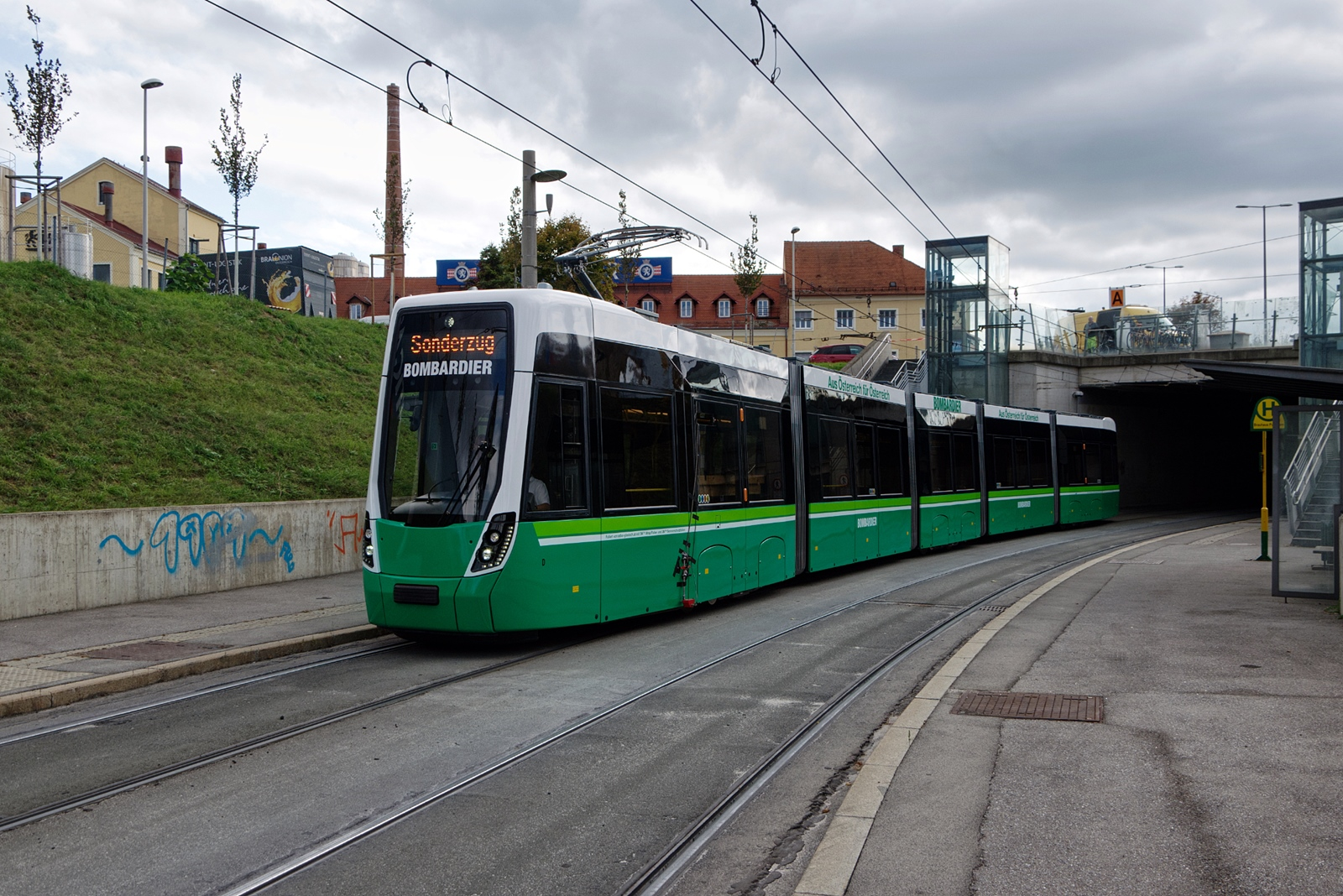
Flexity 306 po zakończonej próbie hamowania mija przystanek Brauhaus Puntigam

15 października 2019 r. wagon nr 306 wypożyczono przewoźnikowi Graz Linien z Grazu w celu jego przetestowania. Po zakończeniu testów tego tramwaju i wypożyczonego z Monachium tramwaju Avenio ma zostać rozpisany przetarg na dostawę nowej generacji tramwajów dla Grazu. Na czas jazd próbnych zakłady Bombardier okleiły wagon zieloną folią i opatrzyły napisami reklamowymi o treści „I man i tram – a neicha Cityrunner fia Graz” oraz „Aus Österreich für Österreich”.